# La Vie sentimentale de Georges le tueur
Pour plus de détails, voir Fiche technique et Distribution.
La Vie sentimentale de Georges le tueur est un court métrage français de Daniel Berger (1971), avec Patrick Dewaere, Gérard Depardieu, Romain Bouteille, Miou-Miou et Sotha, d'après la bande dessinée de Georges Wolinski.

## Synopsis
Un tueur professionnel rate ses cibles en pensant à la femme qu'il aime.

## Fiche technique
- Réalisateur : Daniel Berger
- Scénario : Daniel Berger d'après la bande dessinée de Georges Wolinski
- Musique : Michel Legrand
- Pays :  France
- Genre : court métrage
- Durée : 12 minutes
- Date de sortie : 27 juin 1972[1] (France)
- (fr) Mention CNC : tous publics (visa d'exploitation no 37838 délivré le 17 janvier 1972)

## Distribution
- Gérard Depardieu
- Romain Bouteille
- Miou-Miou
- Patrick Dewaere
- Sotha